# Serviço Arqueológico Grego
Serviço Arqueológico Grego (em grego:  Αρχαιολογική Υπηρεσία) é um serviço estatal, sob a supervisão do Ministério da Cultura grego, responsável pela supervisão de todas as escavações arqueológicas, museus e o patrimônio arqueológico do país em geral. É o serviço mais antigo da Europa, fundado em 1833, imediatamente após o a fundação do estado grego moderno.